# Neoscelis dohrni
Neoscelis dohrni är en skalbaggsart som beskrevs av John Obadiah Westwood 1855. Neoscelis dohrni ingår i släktet Neoscelis och familjen Cetoniidae. Inga underarter finns listade i Catalogue of Life.